# ReLIFE
ReLIFE (яп. リライフ, Riraifu) — манґа манґаки Яйой Со, що публікувалася з 12 жовтня 2013 до 16 березня 2018 року на вебсайті Comico компанії NHN Japan, а також публікувалися у журналі Comic Earth Star видавництва Earth Star Entertainment. На основі манґи студією TMS Entertainment створений аніме-серіал, який транслювався з 1 липня до 23 вересня 2016 року.

## Сюжет
27-річний Арата Кайдзакі опинився у скрутній життєвій ситуації — звільнившись з попередньої роботи лише після 3 місяців перебування на ній, він згодом щоразу отримує відмови у працевлаштуванні. Однак одного дня незнайомець на ім'я Рьо Йоаке пропонує Араті взяти участь в експерименті компанії ReLIFE — пережити повторно останній рік життя у старшій школі, змінивши таким чином своє життя на краще, а після завершення експерименту — отримати пропозицію про працевлаштування.
Головний герой погоджується та, прийнявши спеціальну пігулку, молодшає і завдяки сприянню компанії ReLIFE стає учнем престижної старшої школи. Пігулку приймає і Рьо, який стає однокласником та наглядачем на час експерименту Арати. У старшій школі Кайдзакі відразу звертає на себе увагу — провалює екзамени та показує низькі результати у спорті. Втім, хлопцю вдається добитися успіху в спілкуванні, потоваришувавши з іншими учнями школи. Зокрема, Арата знайомиться з Чідзуру Хішіро, найуспішнішою в навчанні, проте замкненою у собі дівчиною. Під час навчання Кайдзакі допомагає своїм новим друзям та сам змінюється на краще.

## Персонажі
Кайдзакі Арата (яп. 海崎 新太, Kaizaki Arata)
Сейю: Оно Кеншьо
Головний герой, 27-річний безробітний. Погодився взяти участь в експерименті компанії ReLIFE і став учнем старшої школи.
Хішіро Чідзуру (яп. 日代 千鶴, Hishiro Chizuru)
Сейю: Каяно Ай
Найуспішніша в навчанні дівчина з класу Кайдзакі. Має проблеми у спілкуванні з іншими людьми. Має звичку шукати в Інтернет-мережі інформацію про те, що не знає чи не розуміє.
Йоаке Рьо (яп. 夜明 了, Yoake Ryō)
Сейю: Кімура Рьохей
Працівник компанії ReLIFE. Разом з Аратою став старшокласником, щоб у рамках проведення експерименту бути наглядачем останнього. Здається досить життєрадісною особистістю.
Карю Рена (яп. 狩生 玲奈, Kariu Rena)
Сейю: Томацу Харука
Одна з найуспішніших дівчат у спорті та навчанні, однокласниця Кайдзакі та член волейбольного клубу. Часто незадоволена своїм поточним становищем і намагається бути першою у всьому, за характером схожа на цундере.
Оґа Кадзуомі (яп. 大神 和臣, Ōga Kazuomi)
Сейю: Учіда Юма
Найуспішніший в навчанні хлопець з класу Кайдзакі.
Оноя Ан (яп. 小野屋 杏, Onoya An)
Сейю: Уеда Рейна
Переведена, як і Кайдзакі, в той же рік учениця, однокласниця головного героя. Досить життєрадісна особистість. Насправді, як і Рьо, є працівницею компанії ReLIFE.
Тамарай Хонока (яп. 玉来 ほのか, Tamarai Honoka)
Сейю: Аканея Хіміка
Подруга Рени, капітан волейбольної команди. Досить цілеспрямована та впевнена у собі. Має двох друзів дитинства — Інукай та Асаджі. Подруга Рени.

## Медіа

### Манґа
Авторка манґи — Яйой Со. Манґа публікувалася з 12 жовтня 2013 до 16 березня 2018 року на вебсайті Comico компанії NHN Japan, а також публікувалися у журналі Comic Earth Star видавництва Earth Star Entertainment. Крім того, манґа публікувалася у Франції компанією Ki-oon, а також розповсюджувалася до грудня 2017 року англійською мовою в електронному вигляді на вебсайті Crunchyroll.

#### Список томів
Список томів відповідно до даних офіційного вебсайту видавця Earth Star Entertainment та сайту manga-news.com:
| №  | Дата виходу       | ISBN                   |
| -- | ----------------- | ---------------------- |
| 1  | 12 серпня 2014    | ISBN 978-4-8030-0595-0 |
| 2  | 12 листопада 2014 | ISBN 978-4-8030-0619-3 |
| 3  | 28 березня 2015   | ISBN 978-4-8030-0690-2 |
| 4  | 12 серпня 2015    | ISBN 978-4-8030-0762-6 |
| 5  | 12 лютого 2016    | ISBN 978-4-8030-0861-6 |
| 6  | 12 серпня 2016    | ISBN 978-4-8030-0941-5 |
| 7  | 25 лютого 2017    | ISBN 978-4-8030-0996-5 |
| 8  | 11 травня 2018    | ISBN 978-4-8030-1186-9 |
| 9  | 10 серпня 2018    | ISBN 978-4-8030-1218-7 |
| 10 | 12 листопада 2018 | ISBN 978-4-8030-1247-7 |

### Аніме

#### Історія створення
Аніме-серіал на основі манґи створений студією TMS Entertainment. Режисер — Косака Томо, дизайн персонажів — Яманака Джюнко, музикальний супровід — Масаясу Цубоґучі. Виробництво звуку — компанія Half H.P Studio. Загалом містить 13 серій, кожна тривалістю 30 хвилин. Опенінг — пісня «Button» (яп. ボタン) гурту Penguin Research. Серіал має 12 ендингів:
1. «Iijū Rider» (яп. イ―ジュ－★ライダー) у виконанні Таміо Окуди[en]
2. «HOT LIMIT» у виконанні співака T.M.Revolution[en]
3. «Timing» (яп. タイミング～Timing～) у виконанні гурту Black Biscuits[ja]
4. «HONEY» у виконанні гурту L'Arc-en-Ciel[en]
5. «Kore wa Watashi no Ikiru Michi» (яп. これが私の生きる道) у виконанні гурту Puffy[en]
6. «Sunny Day Sunday» у виконанні гурту Sentimental Bus[ja]
7. «Saudade» (яп. サウダージ) у виконанні гурту Porno Graffitti[en]
8. «Yuki no Hana» (яп. 雪の華) у виконанні Міки Накашіми[en]
9. «There will be love there -Ai no Aru Basho-» (яп. There will be love there -愛のある場所-) у виконанні гурту The Brilliant Green[en]
10. «Asu e no Tobira» (яп. 明日への扉) у виконанні гурту I Wish[en]
11. «PIECES OF A DREAM» у виконанні гурту Chemistry[en]
12. «Natsu Matsuri» (яп. 夏祭り) у виконанні гурту Whiteberry[en]

#### Показ та продажі
Перші 13 серій серіалу транслювалися в Японії у телевізійних мережах Tokyo MX, BS11 та GTV з 1 липня до 23 вересня 2016 року і у телемережі AT-X з 2 липня до 24 вересня 2016 року. Крім того у цьому ж році серіал демонструвався у мережах Tochigi TV та OAB. OVA-серії (серії 14-17) вперше демонструвалися у телевізійній мережі AT-X з 17 квітня до 8 травня 2018 року. Також серіал та серії OVA доступні для перегляду онлайн в оригіналі та англійською мовою на вебплатформі Crunchyroll.
У 2016—2017 роках серіал випущено в Японії на 7 Blu-ray- та DVD-томах. Перший том вийшов 24 серпня 2016 року, останній том з'явився 22 лютого 2017 року. 10 жовтня 2017 року компанія Funimation Entertainment на Blu-ray- та DVD-носіях випустила повне видання аніме-серіалу (13 серій). OVA-серії (серії 14-17) видані на Blu-ray та DVD 21 березня 2018 року.

#### Список серій
Список серій аніме відповідно до даних сайту cal.syoboi.jp:
| №          | Назва серії                                               | Дата виходу     |
| ---------- | --------------------------------------------------------- | --------------- |
| 1          | «Kaizaki Arata (27) mushoku» (海崎新太(27)無職)           | 1 липня 2016    |
| 2          | «Komyunikēshon nōryoku 0-ten» (コミュニケーション能力0点) | 8 липня 2016    |
| 3          | «Ossan nan desukara» (オッサンなんですから)               | 15 липня 2016   |
| 4          | «Ochiru» (堕ちる)                                         | 22 липня 2016   |
| 5          | «Ōbārappu» (オーバーラップ)                               | 29 липня 2016   |
| 6          | «Hajimemashite janainda yo» (初めましてじゃないんだよ)    | 5 серпня 2016   |
| 7          | «Hikensha 001→002» (被験者001→002)                        | 12 серпня 2016  |
| 8          | «Kiretsu» (亀裂)                                          | 19 серпня 2016  |
| 9          | «Ribenji» (リベンジ)                                      | 26 серпня 2016  |
| 10         | «Minna no wagamama» (みんなのワガママ)                    | 2 вересня 2016  |
| 11         | «Kako torippu» (過去トリップ)                             | 9 вересня 2016  |
| 12         | «Daburu panikku» (ダブルパニック)                         | 16 вересня 2016 |
| 13         | «Kokuhaku» (告白)                                         | 23 вересня 2016 |
| 14 (OVA-1) | Seed                                                      | 17 квітня 2018  |
| 15 (OVA-2) | Need                                                      | 24 квітня 2018  |
| 16 (OVA-3) | Date                                                      | 1 травня 2018   |
| 17 (OVA-4) | Life                                                      | 8 травня 2018   |

#### Саундтрек
14 вересня 2016 року компанія Tokyo Movie Records видала в Японії саундтрек аніме-серіалу на CD-дисках під назвою «„ReLIFE“ Original Soundtrack». Дистриб'ютор — компанія OVERLAP RECORD.
Автор музики Масаясу Цубоґучі. 
| #     | Назва                                                | Тривалість |
| ----- | ---------------------------------------------------- | ---------- |
| 1.    | «Let's ReLIFE»                                       | 4:14       |
| 2.    | «ReLIFE Kenkyuujo» (リライフ研究所)                  | 3:53       |
| 3.    | «Ketsudan» (決断)                                    | 4:07       |
| 4.    | «Communication Onchi» (コミュニケーショ音痴)         | 1:54       |
| 5.    | «Soumatou» (走馬灯)                                  | 3:22       |
| 6.    | «Kimi no Pace de» (君のペースで)                     | 2:42       |
| 7.    | «Tengoku to Jigoku» (天国と地獄)                     | 3:30       |
| 8.    | «Doushite Kounatta?» (どうしてこうなった？)          | 2:39       |
| 9.    | «Gakusei Kibun» (学生気分)                           | 3:34       |
| 10.   | «Donkan Ogre» (鈍感オーガ)                           | 4:23       |
| 11.   | «Okiraku Shugi» (お気楽主義)                         | 3:53       |
| 12.   | «les nénés»                                          | 2:11       |
| 13.   | «Fukametai Naka» (深めたい仲)                        | 2:38       |
| 14.   | «Kojirasete» (こじらせて)                            | 2:49       |
| 15.   | «Moshikashite Koi» (もしかして恋)                    | 4:06       |
| 16.   | «Anata ni Aete Yokatta» (あなたに会えてよかった)     | 4:25       |
| 17.   | «Otona Mesen» (大人目線)                             | 3:59       |
| 18.   | «Kokoro ni Ame Raining Heart» (心に雨 Raining Heart) | 3:25       |
| 19.   | «Heart Warm»                                         | 3:10       |
| 20.   | «Kokoro no Itami» (こころのいたみ)                   | 5:12       |
| 21.   | «Wasurenai, Wasuretakunai» (忘れない、忘れたくない)  | 2:07       |
| 22.   | «Koigataki» (恋敵)                                   | 2:08       |
| 23.   | «Taisetsu na Mono» (大切なもの)                      | 1:17       |
| 75:38 |                                                      |            |

### Телевізійна драма
15 квітня 2017 року в Японії за мотивами манґи вийшла телевізійна драма.

## Відгуки

### Манґа
1-й том посів 30-тє місце у тижневих чартах компанії Oricon, станом на 17 серпня 2014 року було продано 33 637 копій 1-го тому; 2-й том посів 9-ту сходинку, станом на 16 листопада 2014 року було продано 46 040 копій 2-го тому; 3-й том посів 23-тє місце, станом на 5 квітня 2015 року було продано 73 019 копій 3-го тому.
Манґа посіла 6-те місце в опитуванні Zenkoku Shotenin ga Eranda Osusume Comic 2015. Також манґа була номінована на 39-ту премію Kodansha Manga як найкраща манґа загальної категорії. Станом на 8 лютого 2016 року було продано 1 млн копій манґи. Станом на жовтень 2016 року манґу завантажили 20 млн разів.

### Аніме
Станом січень 2019 аніме-серіал року має рейтинг 7,7 з 10 на вебсайті про кінематограф IMDb.